# Oquei (Rios)
Oquei (em ibo: Okehi) ou Oqueim (em ibo: Okehin) é uma cidade do estado de Rios, na área de Etche, na Nigéria. Em 2016, havia 34 632 habitantes.